# Roger Sabin
Roger Sabin (, ) é um pesquisador e escritor inglês sobre, entre outras coisas, histórias em quadrinhos e principalmente história em quadrinhos para adultos. Roger Sabin é professor de cultura popular na Central Saint Martins em Londres, na Inglaterra. Sua obra mais conhecida é exatamente a Adult Comics: An Introdution,  porém escreveu, entre outras, as seguintes obras: Comics, Comix and Graphic Novels (Phaidon), The Lasting of the Mohicans (University Press of Mississippi), Punk Rock: So What? (Routledge), e Cop Shows: A Critical History of Police Dramas on Television (McFarland).